# Уфимское ожерелье
| Характер путешествия | активный отдых                |
| Цель проекта         | знакомство с природой г. Уфы  |
| Способ передвижения  | пешком, на велосипеде, на СИМ |
| Километраж           | 70, 81, 118                   |

Уфи́мское ожере́лье — проект по созданию замкнутой системы велопешеходных дорожек вокруг города Уфы. Планируемая длина первого кольцевого маршрута — 70 км.
Цель проекта "Уфимское ожерелье" — соединить локальные пешеходные тропы городских районов в единую сеть прогулочных велопешеходных маршрутов в Уфе, проходящих вдоль прибрежной части р. Белая, р. Уфа, р. Дёма.
Миссия проекта — содействие устойчивому развитию городской среды на границе с зелёными массивами Уфимского полуострова чтобы открыть для горожан природные достопримечательности, а также сохранить окружающую среду посредством организованных маршрутов.

## История
Идея создания пешеходных и велосипедных троп вокруг Уфы была озвучена в феврале 2021 г. как тема для стратегической сессии на площадке Центра местной активности города Уфы. После нескольких стратегических сессий с горожанами и урбанистами в процессе обсуждения архитектор Адель Ахмадуллина сформировала идею прогулочных троп внутри каждого городского района - "бусинок", объединённых между собой "нитью" рек вокруг г. Уфы, которые вместе и составляют маршрут "Уфимское ожерелье". Координатором инициативной группы по развитию проекта "Уфимское ожерелье" стал урбанист Анвар Байков. Первый круговой объезд по маршруту был совершён в начале мая 2021 г. архитектором Семёном Кучеровым, который отвечал за запись и общий сбор маршрутных треков в составе инициативной группы. С апреля по октябрь 2021 года представители администрации г.Уфы вместе с активными горожанами, волонтёрами, урбанистами исследовали существующие пешие и веломаршруты города, участвовали в записи GPS-треков. Глава администрации города Уфы Ратмир Мавлиев дал жизнь проекту. Он лично проводит выездные совещания на велосипеде вместе с руководителями городских районов и поддерживает идею проекта. Глава городской Администрации Ратмир Мавлиев неоднократно заявлял, что «Уфимское ожерелье» — его любимый проект, и сравнивал его с московским Садовым кольцом для машин, потому что оно является  таким же местом притяжения, только в случае Уфы — для пешеходов и велосипедистов. Таким образом "Уфимское ожерелье" стало совместным общественным городским проектом активных горожан и администрации г. Уфы, а пилотным участком был выбран маршрут "Воронки" в Октябрьском районе. С 2023 г. проект реализуется на республиканские средства в рамках подготовки к 450-летию г. Уфы. В планах городской администрации запустить маршрут полностью в 2024 году.
22 мая 2021 г. состоялся запуск проекта "Уфимское ожерелье" и техническое открытие водных, велосипедных и пешеходных участков маршрутов. По Орджоникидзевскому району пешком прошли 5-километровый участок маршрута (с рабочим названием тропа "Победителей") от СОК "Биатлон" до Дежнёвской лестницы члены клуба "Твой ход" под руководством Амира Муртазина. В это же время состоялся другой пеший проход протяжённостью 2,8 км по Советскому району в лесопарке имени Лесоводов Башкирской АССР. Также группа под руководством Семёна Кучерова совершила велосипедный проезд протяжённостью 22 км по Октябрьскому, Советскому, Ленинскому и Кировскому районам от парка Гафури до монумента Дружбы. Кроме того, Анвар Байков, Адель Ахмадуллина и другие члены инициативной группы проделали 8-километровый путь на сап-досках по рекам от Каменной переправы до пляжа "Солнечный".
17 ноября 2021 г. состоялся благотворительный забег Гульназ Сакулиной, посвящённый сбору средств на покупку специализированных велосипедов для особенных детей благотворительного фонда "Ломая барьеры" при поддержке команды проекта "Уфимское ожерелье". Это был первый одиночный ультрамарафон "Ультра Уфимское Ожерелье" протяжённостью 73 км по маршруту "Уфимского ожерелья", который впоследствии вдохновил многих любителей бега в г. Уфе повторить данный забег в формате эстафеты.
18 апреля 2022 г. инициативная группа из шести человек, развивавшая "Уфимское ожерелье" с 2021 года, зарегистрировалась как автономная некоммерческая организация по содействию и развитию гражданских инициатив Центр развития территорий "Уфимское ожерелье" (АНО ЦРТ "Уфимское ожерелье"), что позволило подавать заявки на гранты. Команда проекта "Уфимское ожерелье" ведёт соцсети (Вконтакте, телеграмм) и официальный сайт проекта с картой маршрута. В рамках реализации гранта Главы Республики Башкортостан с осени 2022 по весну 2023 на участках маршрута в Октябрьском и Орджоникидзевском районах г. Уфы командой проекта установлены навигационные указатели, стенды с картами участков, а также реализован полугодовой цикл прогулочных лекций с экспертами по археологии, биологии, геологии, краеведению, орнитологии, архитектуре.. Также на средства данного гранта была установлена входная группа с нулевым километром на пересечении улиц Парковой и Шафиева, неподалёку от входа установлены четыре образовательных стенда по археологии с информацией о Турбаслинской культуре. В сентябре 2022 г. команда «Уфимского ожерелья» совместно с ООО «БашЭкоПром» при поддержке Фонда грантов Главы Республики Башкортостан установила 3 скамейки и 4 стенда с картами на входных группах на маршруте «Воронки» Октябрьского района г. Уфы
30 апреля 2022 г. на тропе здоровья "Уфимские липы" состоялся эко-фестиваль "Бусинка", реализация которого проходила на средства гранта главы городского округа г. Уфа. В программе мероприятия проходили соревнования «Папа, мама, я – спортивная семья!», детский велозаезд, а также эко-квест «Ботаники в городе».
В августе 2022 г. силами служб Орджоникидзевского района был расчищен и покрыт асфальтом 2 км участок от стоянки СОК "Биатлон" до Дежнёвской лестницы маршрута "Уфимского ожерелья". После официального открытия здесь появились деревянные скульптуры, изготовленные в рамках конкурса "Форма изгиба", входная арка со стороны СОК "Биатлон", стенд с картой маршрута, навигационные указатели, арт-объект "Счастье здесь и сейчас", информационные стенды и скульптуры, посвящённые легенде о трёх сёстрах (три реки – Агидель (Белая), Караидель (Уфа) и Кугидель (Дема), скамейки и 72 опоры наружного освещения.
23 июля 2022г. уфимец Рашид Кадыров стартовал в 5 часов утра от Бельского моста, чтобы преодолеть пешком 74 километра дистанции "Уфимского ожерелья". Он оказался на финише через 14ч. 47 мин., став первым одиночным пешим первопроходцем Уфимского ожерелья или "Уфимским пилигримом" №1.
В сентябре 2022 г. в Октябрьском районе был расчищен от зарослей и покрыт вторым слоем асфальта 6 км участок "Воронки" маршрута "Уфимского ожерелья", ровно через год после подготовки основания тропы и укладке первого слоя асфальта в сентябре 2021. Совместными усилиями ГК "Жилстройинвест" и администрации Октябрьского района г. Уфы обустроена входная группа со стороны Лесопаркового проезда, установлены малые архитектурные формы, навигационные указатели, благоустроена одна из четырёх обзорных площадок на р. Белая, которая получила название "Место силы". О необходимости благоустройства других участков маршрута в г. Уфе до 2024 года заявил глава Башкирии Радий Хабиров. О востребованности проекта и о его продолжении упомянул и мэр г. Уфы Ратмир Мавлиев. С 2023 г. у администрации города Уфа заработал отдельный сайт с новостями и результатами работ по маршруту.
9-11 июня 2023 г. состоялся эстафетный забег на всём протяжении кольцевого велопешеходного маршрута "Уфимского ожерелья", в ходе которого более двухсот участников сменяя друг друга пробежали дистанцию 450 км. Длительность марафона составила двое суток, идея марафона родилась после одиночного забега Гульназ Сакулиной по "Уфимскому ожерелью" в 2021 году. Марафон, который проводился в 2022, 2023 также пройдёт и в 2024 году.
В сентябре 2023 г. в Октябрьском районе обустроили новый 3,5 км участок маршрута вдоль р. Уфа от микрорайона Сипайлово до улицы Менделеева, заасфальтировали и выполнили подземную прокладку около 2 км кабеля для 78 новых опор освещения. По результатам голосования данному участку маршрута дали название "Тропа Акбузата" (отсылка к башкирской мифологии и эпосу "Акбузат").
В октябре 2023 г. в Кировском районе открылся очередной участок маршрута протяжённостью 4,2 км от санатория "Радуга" до “Президент-отеля”, вдоль ул. Авроры. Данный участок "Уфимского ожерелья" получил своё название "Жемчужина Авроры" по результатам голосования уфимцев, которое проводил в социальных сетях глава городской Администрации Ратмир Мавлиев. По техзаданию на участке тропы сделано дорожное покрытие, уличное освещение, малые архитектурные формы и две велопарковки, семь входных групп, информационные стенды, 20 скамеек, урны и 15 указателей. Также в этой зоне оборудованы памп-трек, всего средств на благоустройство участка заложено 74 млн. рублей.
20 октября 2023 г. в Калининском районе в парке им. Калинина был открыт 2,5 км участок с одноимённым названием "Калинка" маршрута "Уфимское ожерелье". Через пять дней после открытия из-за погодных условий один из пониженных участков тропы оказался частично залит водой. В рамках работ по благоустройству на данном участке были оформлены входные группы, установлены 72 опоры освещения, 9 металлических скамеек с урнами, навигационные указатели, скворечники.
В феврале 2024 г. проект отметил своё трёхлетие. Глава администрации Ратмир Мавлиев рассказал, что после завершения всех этапов строительства «Уфимского ожерелья» здесь будут отдыхать и заниматься активным досугом более 420 тысяч человек.

## Действующие маршруты
Тропа здоровья "Уфимские липы", участок маршрута "Уфимского ожерелья" в Октябрьском районе г. Уфы протяжённостью троп 2 км от ул. Бр. Кадомцевых до ул. Парковая, существовавший до 2021 года как самостоятельный проект. Первый участок тропы был открыт 6 сентября 2016 года, затем в 2020 г. благоустройство было продолжено, в итоге протяжённость прогулочной зоны составила 2 км. В 2022 г. на территории Октябрьского района было продолжено благоустройство тропы по проекту "Уфимское ожерелье", совместно с работами по соседнему участку "Воронки" здесь были установлены дополнительные скамейки, указатели, опоры освещения. Открыта осенью 2022 г.
Тропа "Воронки", участок маршрута "Уфимского ожерелья" в Октябрьском районе г. Уфы протяжённостью 3,1 км от перекрёстка ул. Парковая и ул. Шафиева до ул. Р. Зорге (ЦПКиО им. М.Гафури). Открыта осенью 2022 г.
Тропа "Калинка", участок маршрута "Уфимского ожерелья" в Калининском районе г. Уфы протяжённостью 2,5 км от перекрёстка пр. Октября и ул. Трамвайная до ул. Цветочная в парке им. Калинина. Открыта осенью 2023 г.
Тропа "Дежнёвская лестница" (в 2021 г. тропа "Победителей"), участок маршрута в Орджоникидзевском районе г. Уфы протяжённостью 2 км от стоянки СОК "Биатлон" до Дежнёвской лестницы маршрута "Уфимского ожерелья". Открыта осенью 2022 г.
"Тропа Акбузата", участок маршрута "Уфимского ожерелья" в Октябрьском районе г. Уфы протяжённостью 5 км от микрорайона Сипайлово до улицы Менделеева. Открыта осенью 2023 г.
"Жемчужина Авроры", участок маршрута "Уфимского ожерелья" в Кировском районе г. Уфы протяжённостью 4,2 км от санатория "Радуга" до “Президент-отеля”. Открыта осенью 2023 г.
Частично обустроен летом 2023 г. участок маршрута "Уфимское ожерелье" в Советском районе г. Уфы протяжённостью 2 км от парка Якутова до сквера 50-лет Победы, установлены навигационные указатели, стенды с картами маршрута, исторической информацией.

## Проект и планы развития
В концепции проекта "Уфимского ожерелья" заложен принцип, схожий с подходом к ООПТ - на территории прибрежных лесных массивов выделяется буферная зона, которая принимает на себя большую часть антропогенной нагрузки от прилегающих застроенных территорий, и тем самым защищает остальную часть леса от чрезмерного и неорганизованного посещения. Буферная зона предназначена для исключения прямого контакта зоны фаунистического покоя и прогулочных зон (активного отдыха), в которых расположен благоустроенные участки велопешеходного маршрута "Уфимское ожерелье".
Изначально проект включает велопешеходные маршруты разных степеней сложности:
- простой маршрут протяжённостью около 70 км, наиболее доступный и тесно связан с прилегающей застройкой
- средний маршрут протяжённостью около 81 км, средней сложности для активного отдыха, проходит примерно посередине склонов и отличается частыми спусками и подъемами
- сложный маршрут протяжённостью около 118 км, спортивная или эко-тропа, подходящая для занятий хайкингом, профиль тропы с протяжёнными подъёмами на холмы и спусками к береговой линии по грунтовым дорожкам

|                                  |                                    |                                    |
| малый маршрут Уфимского ожерелья | средний маршрут Уфимского ожерелья | большой маршрут Уфимского ожерелья |

В период до конца 2024 г. планируется при поддержке администрации г. Уфы замкнуть первое кольцо веломаршрута протяжённостью 70 км.

## Природные и культурные достопримечательности
На территории маршрута находятся следующие природные, культурные и исторические достопримечательности:
- геологические - Уфимский карстовый косогор, на котором сосредоточено около 300 карстовых форм (воронок, провалов, поноров, слепых оврагов)[58]
- гидрогеологические - озеро Солдатское в парке Якутова (также карстового происхождения), родники на склонах р. Уфы и р. Белой
- природные - скала Висячий камень и другие холмы Уфимских гор[59], старовозрастные дубы (от 170 до 200 лет)
- археологические - Чёртово или Чортово городище "Уфимское I городище"[60], ОКН "Чайка-1, курганный могильник"[61][62], Дежнёвские курганы[63], селище (городище Воронки)[64][65]
- культурно-исторические - Водонапорная башня, Дудкинские штольни[66], штольни "Убежище советов"[67][68], Дежнёвская лестница в парке Победы (где ранее начинался торговый волок)[69], булыжная мостовая по улице Трактовая[70][71], схожий участок булыжного покрытия сохранился на лесном участке тропы между парком Гафури и платформой Воронки[30]
- инженерные - искусственный водопад (водосброс) озера Тёплого[72], арочные проходы под насыпью железной дороги около платформы Воронки